# 東バライ

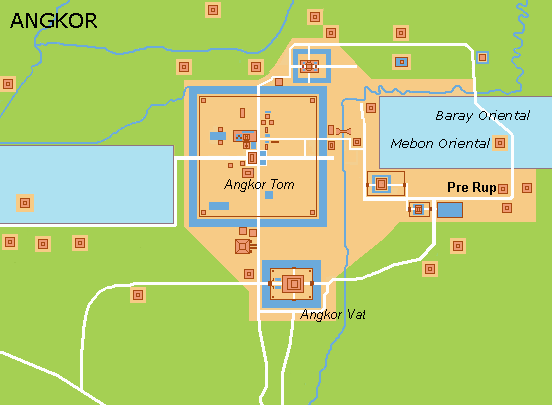
右が東バライと東メボン

東バライ（ひがしバライ、クメール語: បារាយណ៍ខាងកើត、フランス語: Baray oriental、英語: East Baray）は、カンボジアのアンコール地域にある、現在は干上がったバライである。東西に延び、城壁を巡らした都市アンコール・トムのすぐ東に位置する。

## 歴史
西暦900年頃、クメール王ヤショーヴァルマン1世の治世に造られた。およそ東西7,150メートル、南北1,740メートルにおよぶアンコール地域で2番目に大きいバライであり、プノン・クーレンから流れるシェムリアップ川によって供給された約5,000万立方メートルの水を保持していた。雨季には6,000万立方メートル、乾期にも3,600万立方メートルの貯水量があったとされる。貯水池としての表面積は1,210ヘクタールにおよび、面積は先王インドラヴァルマン1世が築いた「インドラタターカ」（「インドラヴァルマンの池」の意）の約4倍であり、その堤防の建設には、約800万立方メートルの盛り土が必要とされた。
バライの建設を示す銘石碑が4つ全ての角で見つかっている。東バライは初期には、その築造者であるヤショーヴァルマン1世にちなんで「ヤショダラタターカ（「ヤショーヴァルマン王の池」の意）」と呼ばれていた。
バライの中心には高所に置かれた寺院東メボンがあり、東バライが水を湛えていた時代には島であった。今日の東バライは水を湛えておらず、その底面は農業従事者によって刈り耕されている。しかし、その遺構の輪郭は衛星写真においてはっきりと見える。

## 機能
東バライや他のバライの目的に関して、学者の間で意見が分かれている。いくつかの学説によると、それらは灌漑用水を保持したとする。東バライの灌漑面積は6-7万ヘクタールであったと推定されているが、碑文にはバライのそのような機能について言及するようなものは全く見つかっていない。他の学説では、バライは主としてクメールの信仰生活において、ヒンドゥー教の神の住むメール山を囲む天地創造の海を表す象徴的な役割を果たしたという。